# Heinrich Brun
Heinrich Brun, auch Hinrich oder Hinricus Brun genannt, war vermutlich der erste Prediger in Ostfriesland, der die Lehren Luthers  verbreitete. Schon bald folgten ihm Weitere und so konnte die Reformation in Ostfriesland Fuß fassen.
Es heißt, er war katholischer Priester in Aurich. Im Frühjahr 1519 (nur etwas über ein Jahr nach dem Anschlag der 95 Thesen) wandte er sich den Lehren Luthers zu und hielt die erste öffentliche Predigt zu den Lehren Luthers in Ostfriesland. Dieses geschah sehr wahrscheinlich mit dem Wissen des Grafen von Ostfriesland Edzard I. Die Herzogin Margarethe von Braunschweig (Witwe von Friedrich III.) war Edzards Tante und Förderin von Luther. Bereits im Jahr 1522 setzte
man sich mit Luther in Verbindung, um mehr Prediger zu bekommen. So kam Johann Stevens von Wittenberg nach Norden.
Brun muss Aurich aber bald verlassen haben, denn noch 1519 wurde der Oldersumer Heinrich Arnold von Zütphen (auch Hinrich Arnoldi genannt), Kaplan Ulrich Attenas, Prediger in Aurich.
Genaue Informationen über den Tod Heinrich Bruns gibt es nicht; er soll um 1527 gestorben sein. Am Oldersumer Religionsgespräch von 1528 hat er nicht mehr teilgenommen.